# Resolució 1081 del Consell de Seguretat de les Nacions Unides
La Resolució 1081 del Consell de Seguretat de les Nacions Unides fou adoptada per unanimitat el 27 de novembre de 1996.
Després de considerar un informe del Secretari General Boutros Boutros-Ghali sobre la Força de les Nacions Unides d'Observació de la Separació (UNDOF), el Consell va observar els seus esforços per establir una pau duradora i justa a l'Orient Mitjà.
La resolució va demanar a les parts interessades que implementessin de manera immediata la Resolució 338 (1973). Va renovar el mandat de la Força d'Observadors durant uns altres sis mesos fins al 31 de maig de 1997 i va demanar que el Secretari General presentés un informe sobre la situació al final d'aquest període.